# 사라 수코
사라 수코(Sarah Suco, 1981년 4월 ~)는 프랑스의 배우, 코메디언이다.